# Sítio Arqueológico de São João Batista
O Sítio Arqueológico de São João Batista é um conjunto de ruínas remanescentes da redução jesuítica homônima, que fazia parte dos Sete Povos das Missões. Está localizado na localidade de São João Velho, no município gaúcho de Entre-Ijuís, e seu acesso se dá pela BR-285.

## História
A redução de São João Batista foi fundada em 1697, a partir da divisão do povoado de São Miguel Arcanjo, em função do crescimento populacional e das dificuldades de abastecimento.
Seu fundador foi o padre Antonio Sepp, um polímata que dominava a música, arquitetura, urbanismo, relojoaria, pintura e escultura. Foi seguido por 2.832 pessoas oriundas da redução de São Miguel. Os trabalhos na igreja iniciaram em 1708, quando já havia 3.400 pessoas habitando o aldeamento. Sob orientação de Sepp esta redução mostrou alto nível de atividade cultural.
Sepp também foi um geólogo e minerador, sendo o pioneiro nos trabalhos de metalurgia nas Missões. Extraia o ferro, utilizado na fabricação dos sinos, aquecendo a pedra itacurú que era abundante na região. Sua obra-prima foi o relógio instalado no campanário da igreja que, ao dar as horas, fazia desfilar pelo mostrador os 12 Apóstolos.

## Atualidade
Atualmente o sítio abriga restos da estrutura do cemitério, da igreja e do colégio, além de estruturas complementares como olarias, barragem e estradas. Em todo o sítio podem ser observadas peças esculpidas em pedras grês. Placas interpretativas contam a história a partir dos relatos feitos, na época, em cartas escritas pelos padres.
O local oferece visita guiada aos turistas.

## Galeria de imagens

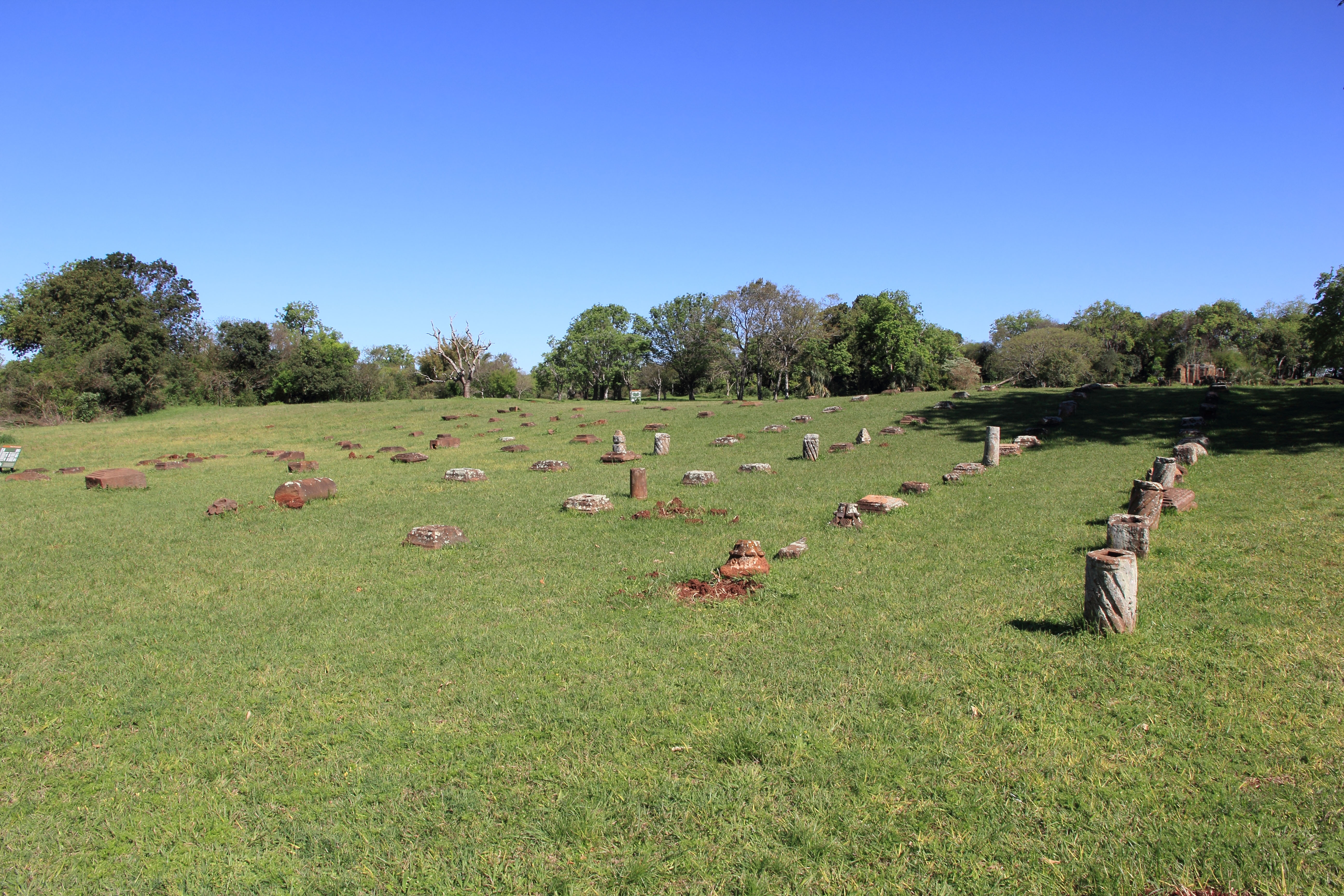
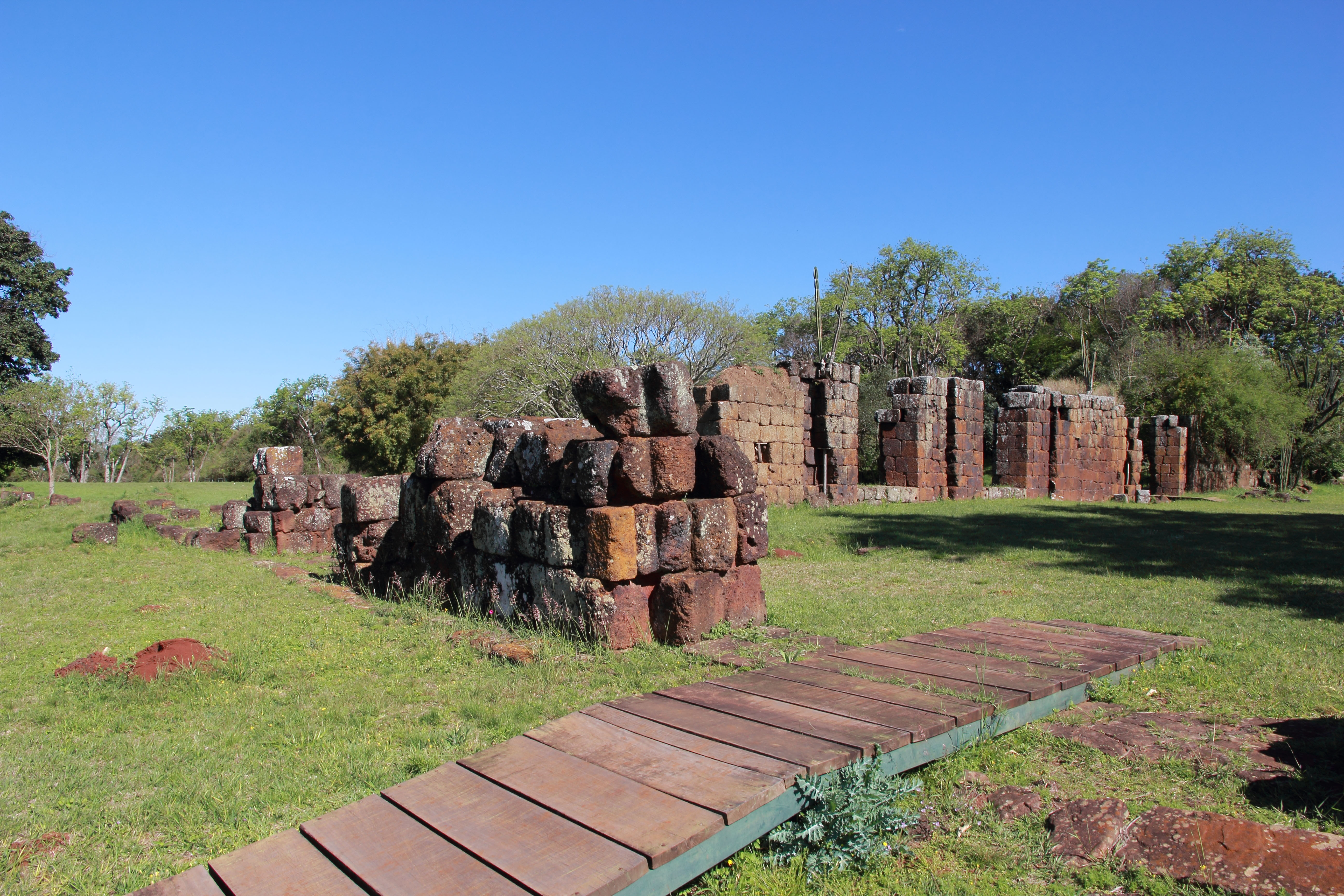
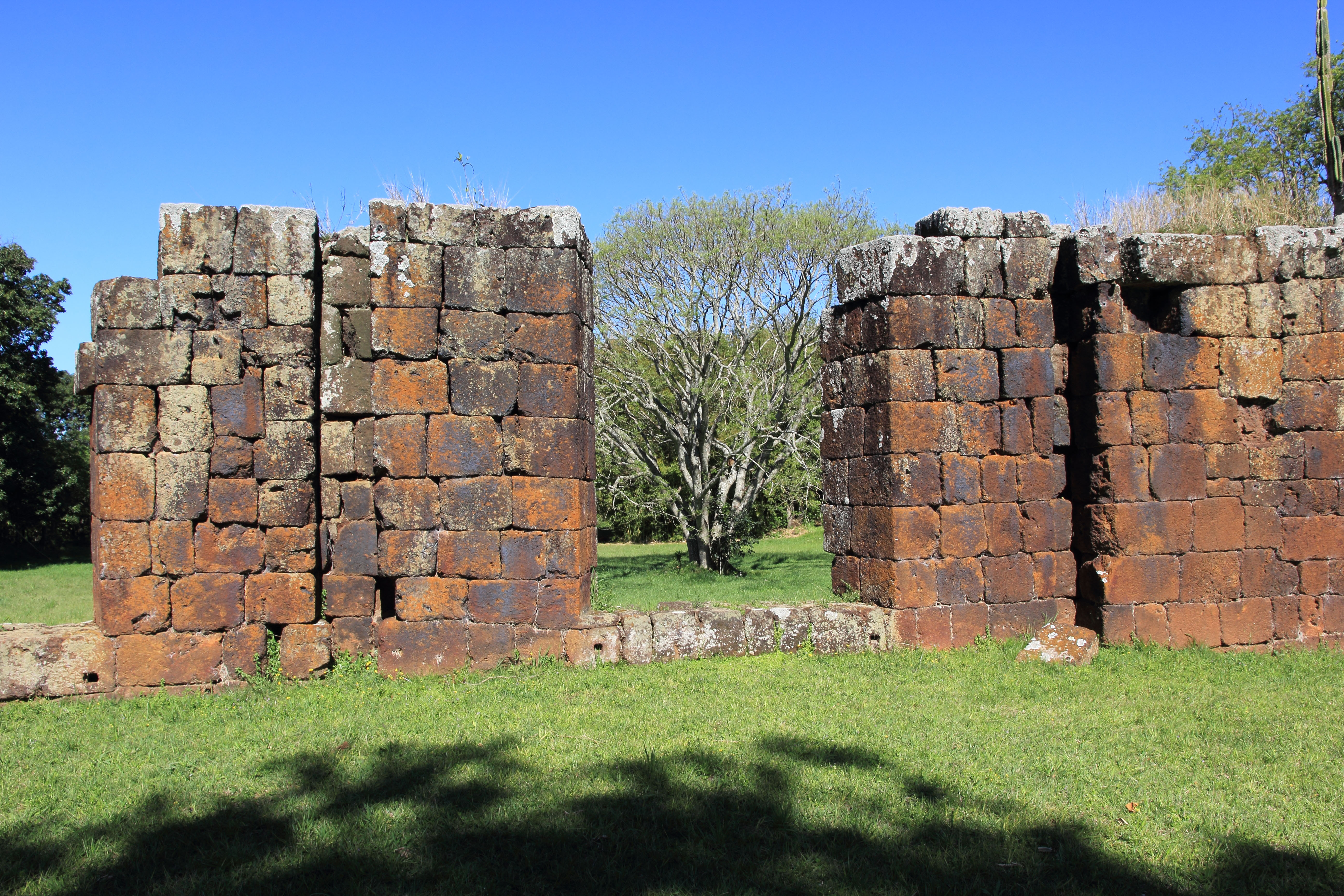
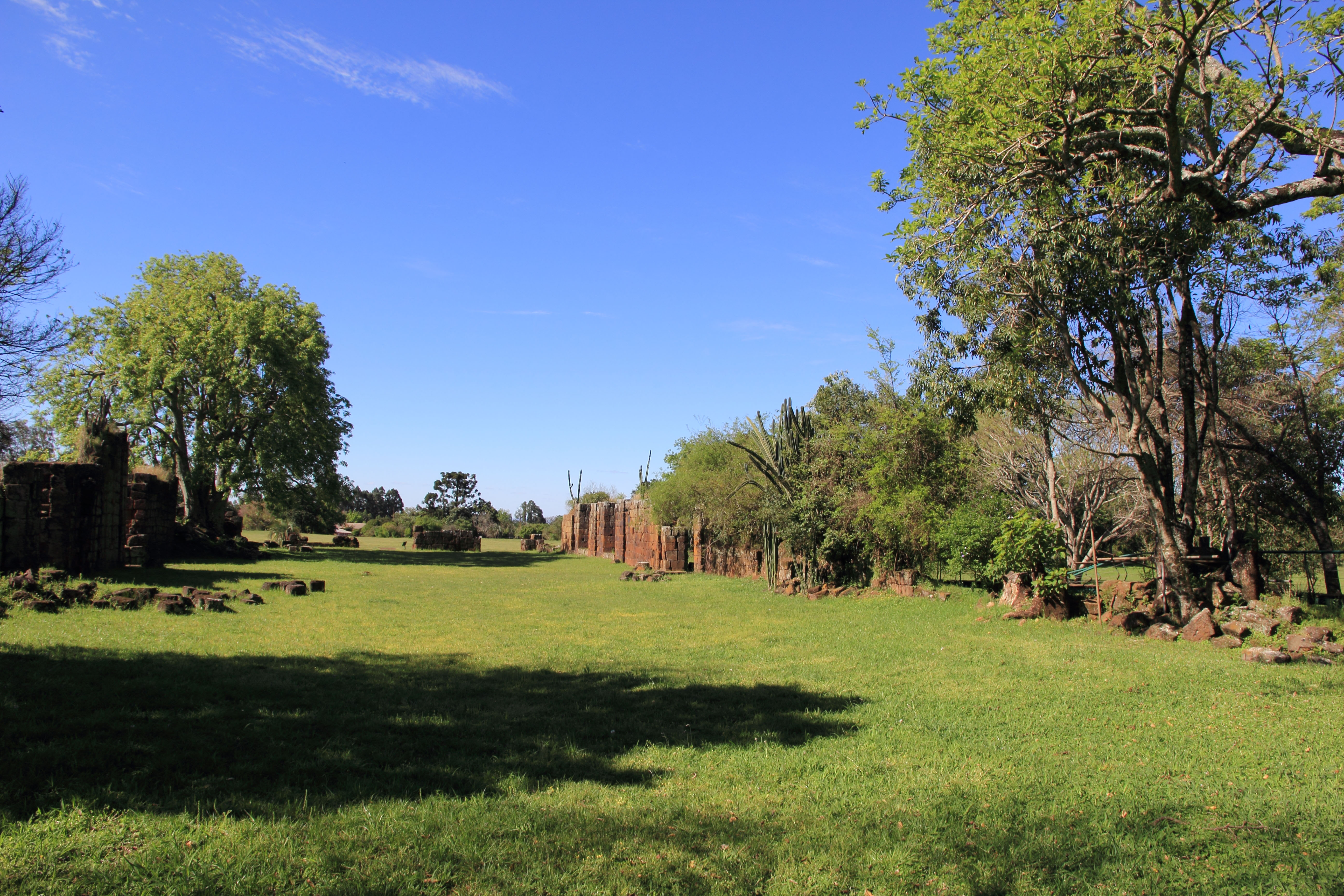

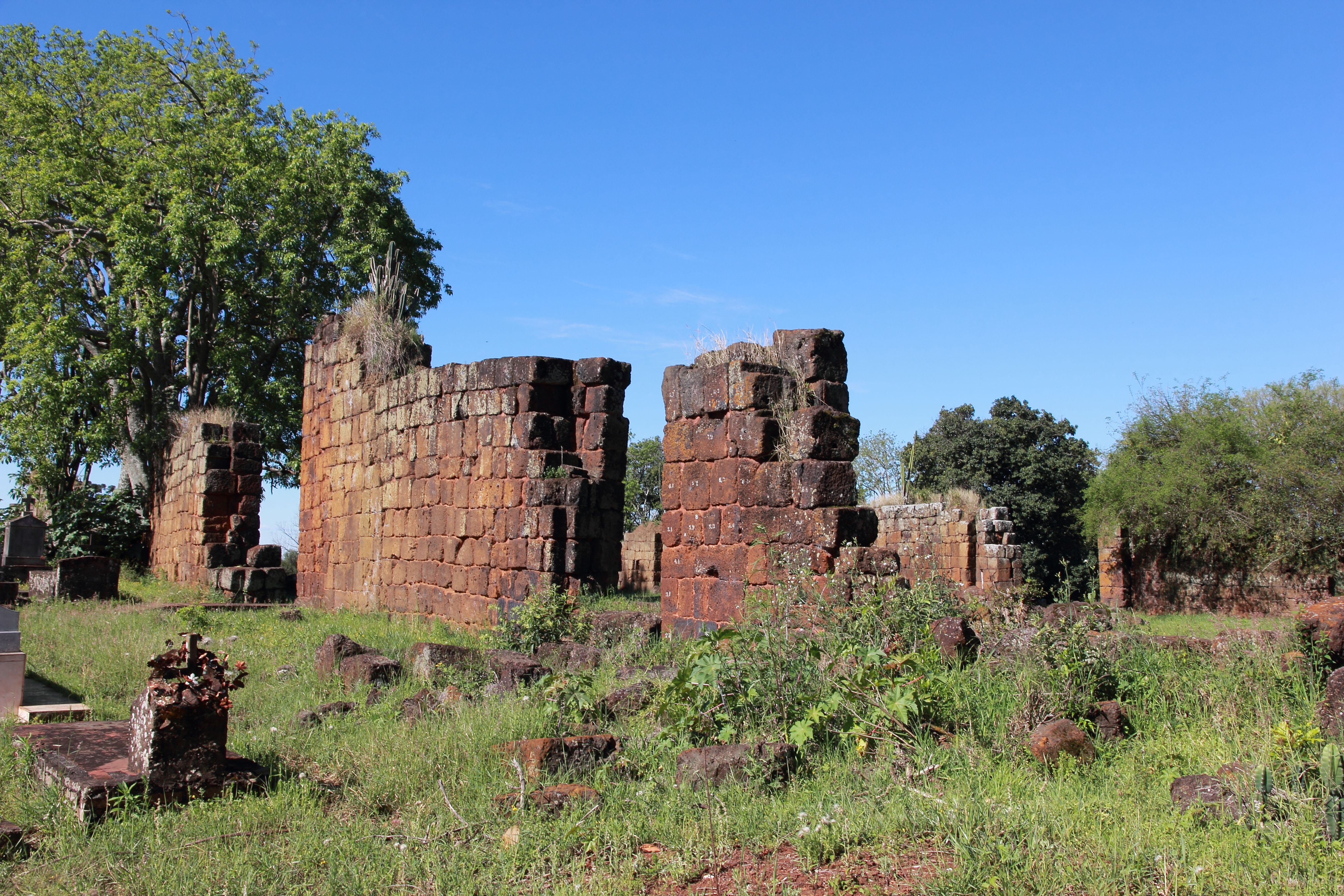
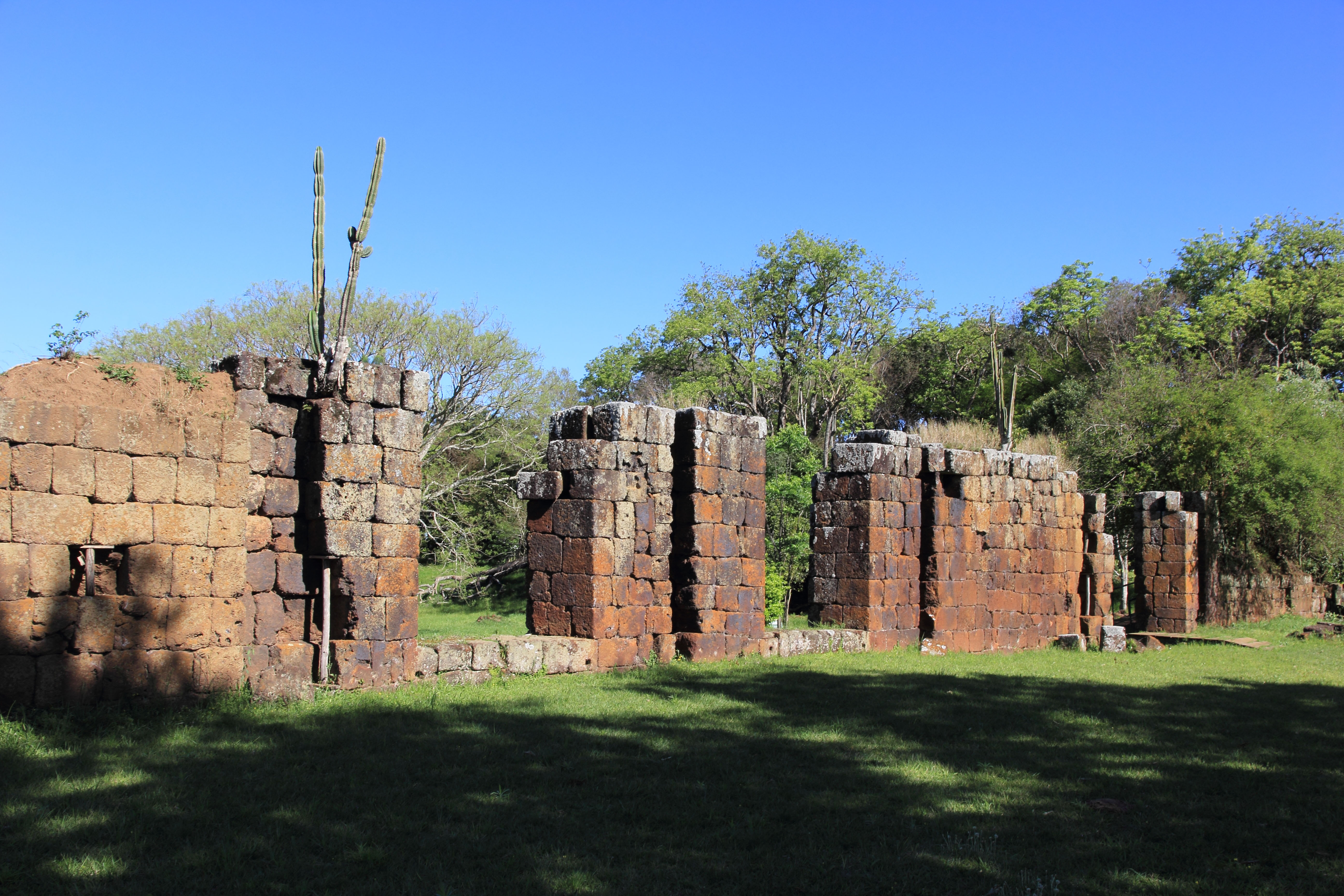
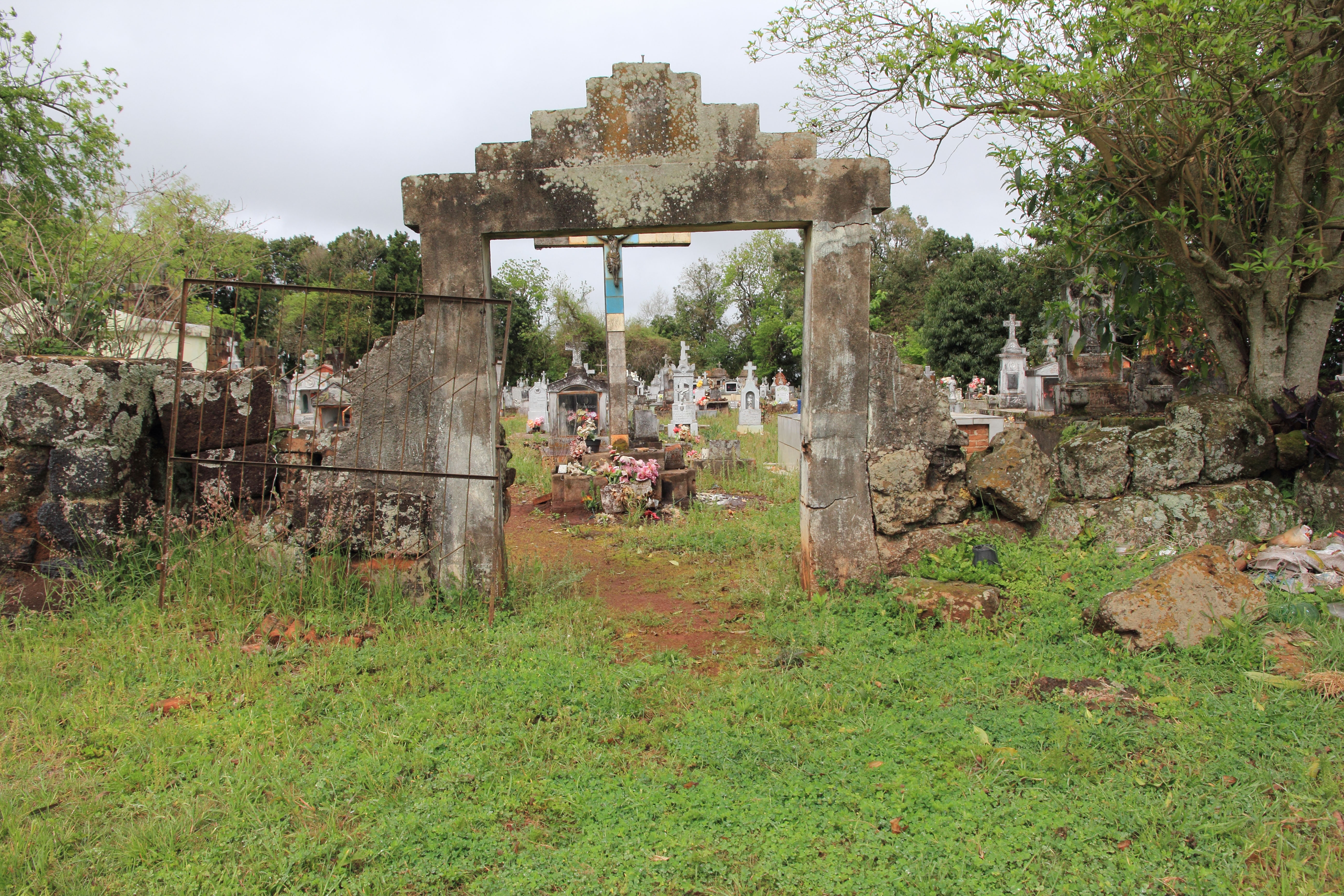
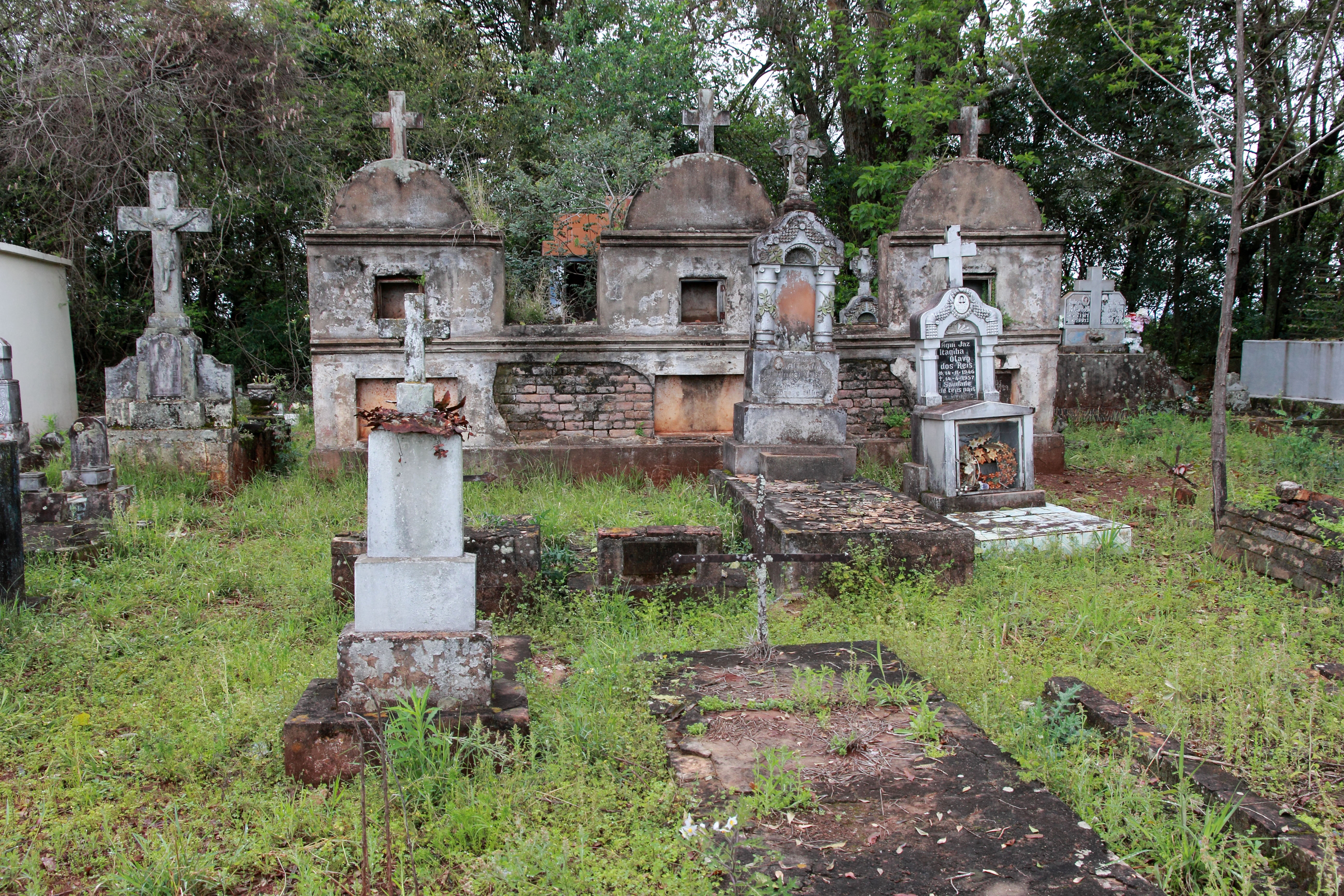